# 王继韬
王繼韬（？—935年），五代十国時期光州固始（今河南固始）人，閩國惠宗王延钧次子。母亲劉華。
他哥哥王繼鵬当福王的时候，和他关系不好。935年十月十九，王继鹏纠合李倣抢先发动兵变，将继母皇后陈金凤、胞弟王继韬和父亲王延钧一齐杀死。王繼鵬即位为闽康宗。